# Cuphea myrtifolia
Cuphea myrtifolia är en fackelblomsväxtart som beskrevs av Bacigal.. Cuphea myrtifolia ingår i släktet blossblommor, och familjen fackelblomsväxter. Inga underarter finns listade i Catalogue of Life.